# Elisaveta Párshina
Elisaveta Párshina (Oriol, Rusia, 1913 — Moscú, 27 de junio de 2002) fue una traductora, espía, escritora y brigadista rusa que participó en la Guerra Civil en auxilio de la Segunda República Española, experiencia que relató más de medio siglo después en su libro de memorias La brigadista o Diario de una dinamitera de la guerra civil, firmado como Josefa Pérez Herrera y publicado en 2002.

## Biografía
En su biografía, Elizaveta Párshina recuerda la infancia en su ciudad natal, Oriol, como un espacio y un tiempo desolados sucesivamente por la Primera Guerra Mundial, la Revolución bolchevique, los fusilamientos, las levas masivas y una cadena de regresos del frente de miles de soldados inválidos.

### Brigadista
Tenía 23 años cuando, en octubre de 1936, llegó a Barcelona en plena guerra civil española. Por sus conocimientos de idiomas fue enviada como traductora a Albacete, donde se encontraba el Estado mayor de la Fuerza Aérea de la República instalado en la finca de Los Llanos. Su deseo de participar de una forma más directa en la lucha fue escuchado por Arturs Sproģis, comandante letón del XIV Cuerpo de Guerrilleros, unidad de combate nocturna que operaba tras las filas enemigas, encargada de reconocimiento y realización de sabotajes e integrada por cuarenta voluntarios andaluces, en su mayoría obreros y campesinos sin experiencia militar. El comando, que llegaría a ser conocido con el curioso apelativo de los Niños de la Noche y en el que Elisaveta se convirtió en ‘Josefa Pérez Herrera’, estaba integrado en la 11.ª Brigada Internacional. Actuó primero como intérprete ("Si lo traduces mal todos saldremos por los aires"»)y, más tarde, como dinamitera («La caja de tres kilogramos de dinamita tenía un botón. Y había que colocarlo bajo la vía de tal modo que al pasar el tren doblase el raíl e hiciera contacto».)
Tras aceptar el mando militar republicano de Málaga, con el coronel Villalba a la cabeza ("el general Kléber no quería ser llamado el general de la derrota") que no tenía ninguna posibilidad de defender la ciudad, arrancó una huida desordenada de militares y, sobre todo, de la población civil, que se dirigía hacia Almería, única vía que conectaba Málaga con el territorio republicano. El 7 de febrero de 1937 se produjo esta tragedia que aún se agravaría con el ataque de las fuerzas sublevadas por aire y por mar. La carretera N-340 se convirtió en un río de miles de refugiados, la llamada Desbandá, dentro de la cual solo militares, como los asesores soviéticos, gozaban de vehículos, el grueso de refugiados iba caminando. El coche en que viajaba Parshina y sus compañeros, fue recogiendo jefes y mandos cuyos vehículos iban fallando, y así alcanzaron Salobreña y Motril, en la costa granadina, donde se paró el avance sublevado y quedó establecido el frente para el resto de la guerra.

### Regreso a la URSS
A finales de 1937, regresó a Moscú donde se casó con el que había sido su comandante en el XIV Cuerpo Guerrillero, Arturs Sproģis. Trabajó en el Ministerio de Comercio Exterior hasta que, en 1939, recomendada por el Departamento Central de Inteligencia (GRU, «Glávnoe Razvédyvatelnoe Upravlénie»), dependiente del Ministerio de Defensa que se dedicaba al espionaje, se convirtió en una de las tres primeras mujeres que ingresaron en dicha institución.
Cuando en junio de 1941 el ejército alemán invadió la URSS, Elizaveta se encontraba en un campamento militar en la frontera con Polonia, pero logró llegar a Moscú. Detenido el avance alemán sobre Moscú, Párshina fue destinada a Krasnodar, al norte del Cáucaso, a finales de 1942. En ese periodo empezó a trabajar en el contraespionaje para la SMERSH (acrónimo de «SMERt Shpiónam», muerte a los espías). En 1943, Párshina volvió a Moscú, y trabajó para la NKVD hasta el momento de dar a luz a su hijo. En ese periodo trabajó en una tienda de libros moscovita. Pero en otoño de 1946 el GRU la destinó a Checoslovaquia junto con su hijo e identidades falsas. Tras varias peripecias, logró volver a la Unión Soviética, para ser detenida por el NKVD. Liberada de nuevo por sus jefes de la NKVD, abandonó su actividad como espía y pasó a la reserva. Encontró trabajo en la sección de patentes de un instituto médico de investigaciones científicas, hasta su jubilación en 1970.
Una vez jubilada, Párshina se dedicó a escribir y colaborar con la asociación Archivo, Guerra y Exilio (AGE), que presidía otra traductora y brigadista rusa, Adelina Kondrátieva. Vivió en Moscú, en casa de su hijo, hasta su muerte en 2002. «Solo muere lo que se olvida. Adiós Elisaveta» es título del obituario que Gloria Planells le dedicó en la edición del diario El Mundo del 5 de julio de 2002.